# 戴里·蒂博尔
戴里·蒂博尔（匈牙利語：Déry Tibor，1894年10月18日—1977年8月18日），匈牙利犹太作家。被称之为“他那时代最伟大的人性描绘者”。生于布达佩斯。起先同情共产革命，后于1953年被开除出党，后转而写了许多讽刺共产当局的作品。